# 인도에서 생긴 일
《인도에서 생긴 일》(영어: Heat and Dust)은 1983년 개봉한 영국의 역사 로맨스 드라마 영화이다. 제임스 아이보리가 감독을 맡았으며, 루스 프라워 자브발라의 동명 소설이 영화의 원작이다. 1983년 칸 영화제 황금종려상 경쟁후보작이자 1984 영국 아카데미상 각색삭 수상작이다.